# 臼一
臼一（天鵝座μ，拉丁化為Mu Cygni）是在北天星座天鵝座的聯星系統。它整體的視星等為4.49，肉眼所見只是一個黯淡的光點。根據視差，這個系統距離太陽72光年，並且以+17公里/秒的徑向速度進一步漂離。
這對聯星的軌道週期約為800年，半長軸為5″，軌道離心率約為0.6。主星的視星等為4.69，是一顆恆星分類F6V的F型主序星。它的質量比太陽大35%，半徑是太陽的188%。這顆恆星的自轉速度為9.6公里/秒。第二顆，也就是伴星，的視星等為6.12，是一顆恆星光譜為G2V的G型主序星。它的半徑與太陽相似，但質量稍大些。
據報導，另外還有兩個成員，C（視星等12.93）和D（視星級6.94），被認為是光學雙星，而不是這個系統的一部分。成員D是更遙遠的光譜聯星HD 206874（HIP 107326），由兩個早期的F型次巨星組成。